# Big Maceo Merriweather
Big Maceo Merriweather, ou Big Maceo, de son vrai nom Major Merriweather (1905-1953), est un pianiste et chanteur de blues américain, né à Atlanta, en Géorgie et décédé à  Chicago.

## Carrière
Big Maceo arrive en 1924 à Détroit. En 1941, il s’installe à Chicago, à l’appel de Lester Melrose, le producteur des disques Bluebird. Il enregistre avec Tampa Red et Big Bill Broonzy, des musiciens qu’il accompagne aussi sur scène.
Il écrit et enregistre également des titres superbes sur lesquels il chante et qui sortent sous le nom de Big Maceo.
En 1946, une attaque cérébrale l’oblige à se retirer peu à peu de la vie musicale. Sa santé se dégrade, il meurt en 1953, à 47 ans.

## Discographie

### Singles
- Worried Life Blues, Bluebird Records, 1941

### CD's
- Power Piano Player (The Complete Sides 1941-1950), JSP Records, 2012 (double)